# Kanton Gaillon-Campagne
Gaillon-Campagne is een voormalig kanton van het Franse departement Eure. Het kanton maakte deel uit van het arrondissement Les Andelys. Het werd opgeheven bij decreet van 25 februari 2014, met uitwerking op 22 maart 2015. Alle gemeenten werden toegevoegd aan het kanton Gaillon.

## Gemeenten
Het kanton Gaillon-Campagne omvatte de volgende gemeenten:
- Ailly
- Autheuil-Authouillet
- Bernières-sur-Seine
- Cailly-sur-Eure
- Champenard
- La Croix-Saint-Leufroy
- Écardenville-sur-Eure
- Fontaine-Bellenger
- Fontaine-Heudebourg
- Heudreville-sur-Eure
- Saint-Aubin-sur-Gaillon
- Sainte-Barbe-sur-Gaillon
- Saint-Étienne-sous-Bailleul
- Saint-Julien-de-la-Liègue
- Saint-Pierre-de-Bailleul
- Saint-Pierre-la-Garenne
- Tosny
- Venables
- Vieux-Villez
- Villers-sur-le-Roule

De hoofdplaats Gaillon lag buiten het kanton.